# غریبه دشت‌های بالا
غریبه دشت‌های بالا (انگلیسی: High Plains Drifter) فیلمی در ژانر وسترن به کارگردانی کلینت ایستوود است که در سال ۱۹۷۳ منتشر شد.

## بازیگران
- کلینت ایستوود
- ورنا بلوم
- ماریانا هیل
- میچل رایان
- جفری لوئیس
- اسکات واکر
- ریچارد بول
- رابرت دانر
- جان هیلرمن
- بادی وان هورن
- بیلی کورتیس
- والت بارنز
- بل میچل